# دویاشنیتسا
دویاشنیتسا (به صربی: Doljašnica) یک منطقهٔ مسکونی در صربستان است که در ولیکو گردیشت واقع شده‌است. دویاشنیتسا ۴۰۹ نفر جمعیت دارد.